# Braunsapis plebeia
Braunsapis plebeia är en biart som först beskrevs av Cockerell 1929.  Braunsapis plebeia ingår i släktet Braunsapis och familjen långtungebin. Inga underarter finns listade.

## Bildgalleri

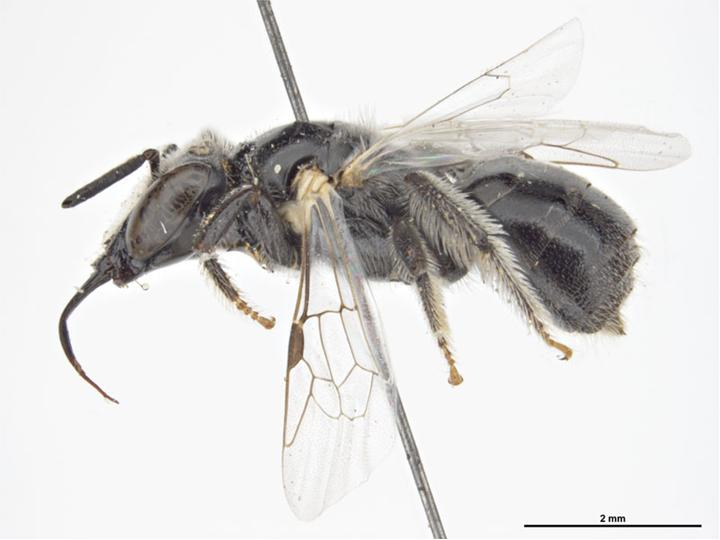